# Fulnek (nádraží)
Fulnek je dopravna D3 (někdejší železniční stanice), která leží ve stejnojmenném městě v okrese Nový Jičín v Moravskoslezském kraji a nachází se na železniční trati Suchdol nad Odrou – Fulnek. Jde o koncovou dopravnu trati. Leží asi 850 metrů od centra města.

## Současný provoz osobní dopravy
Dopravna je zapojená do systému ODIS jako zóna č. 81. Stanici obsluhují vlaky linek S32 a to v dvouhodinovém taktu, v pravidelných vlacích je zaveden specifický způsob odbavování cestujících.[zdroj?]

## Fotogalerie

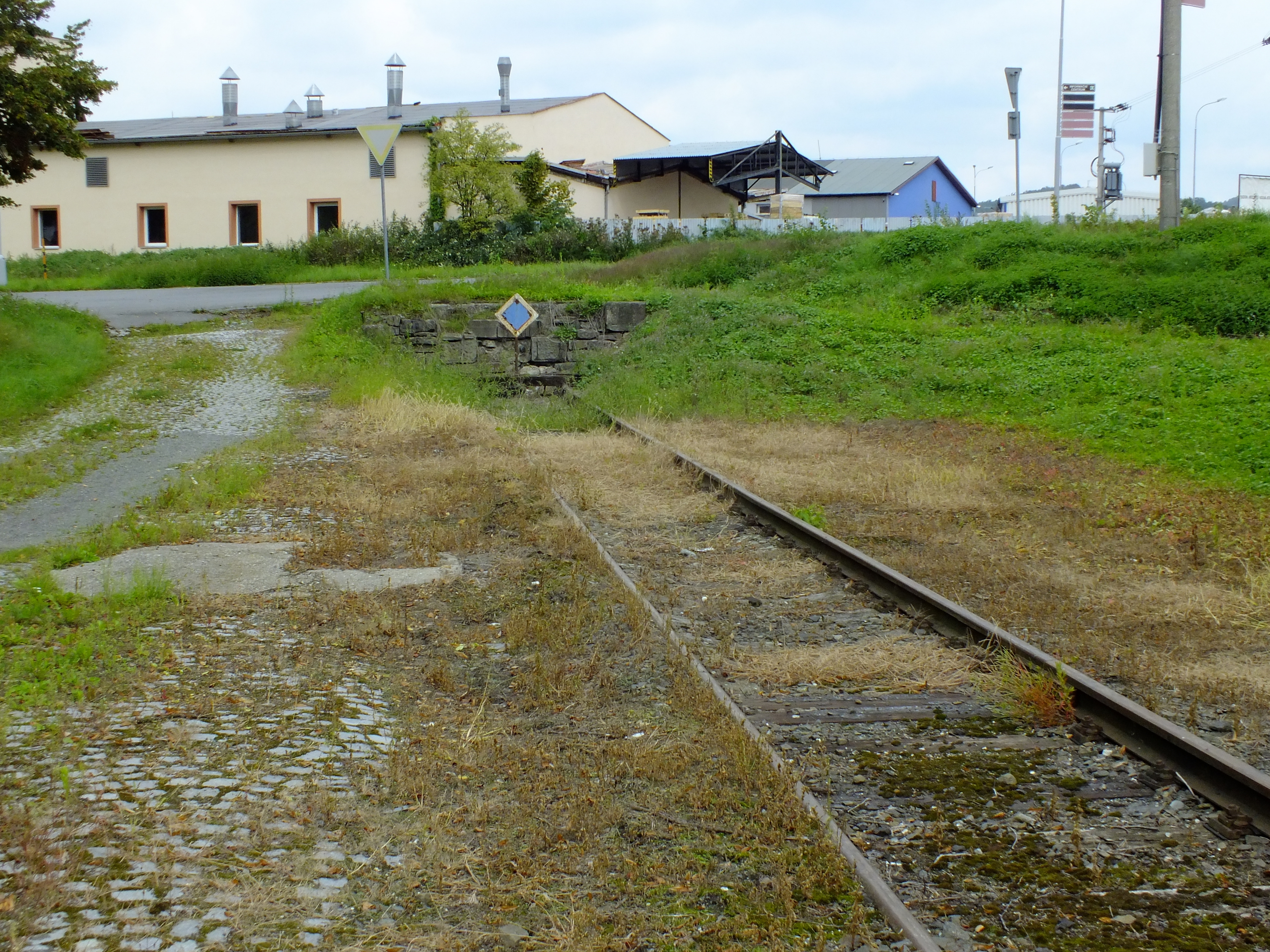
Konec tratě č. 277
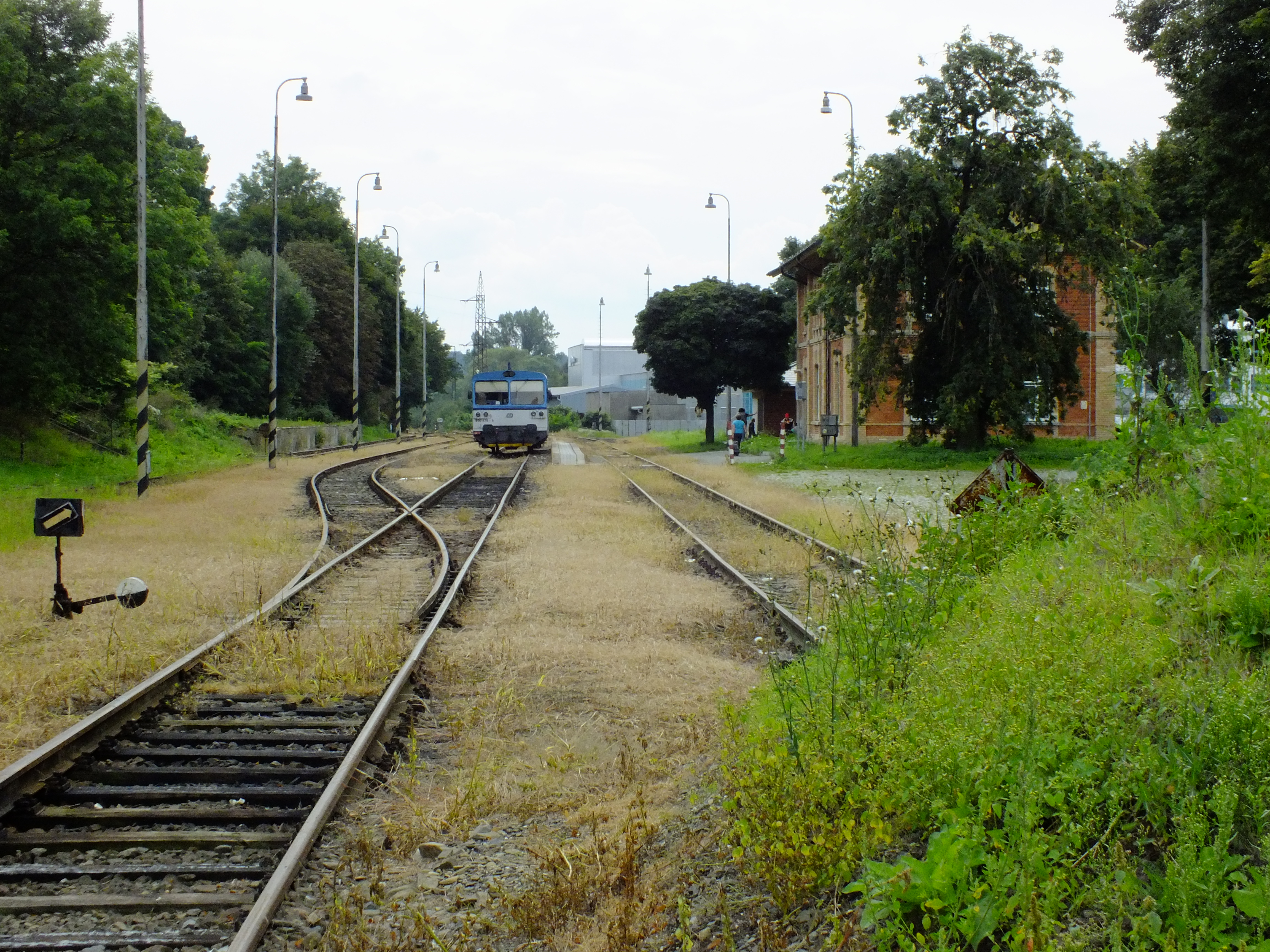
Kolejiště